# Horst Rosenthal

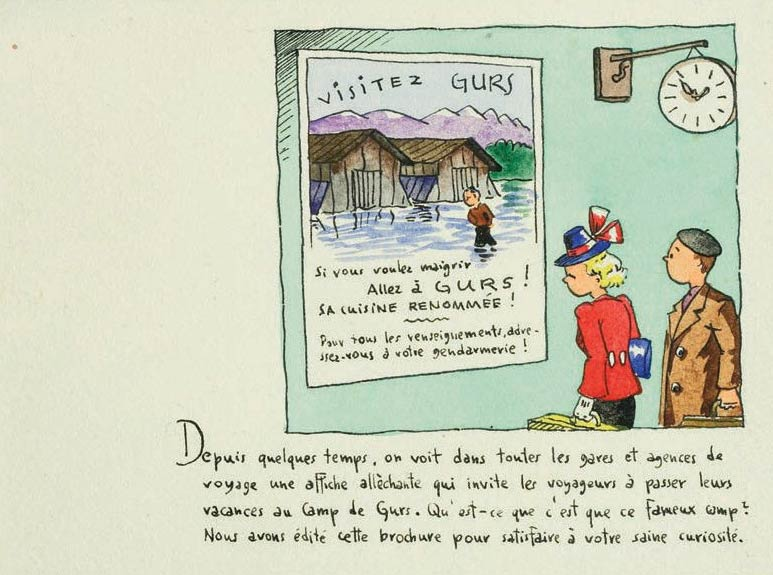
Petit guide Blatt 2 (1942)

Horst Siegmund Rosenthal (geboren 19. August 1915 in Breslau; gestorben im September 1942 im KZ Auschwitz) war ein deutscher Zeichner, der im Juli 1933 nach Frankreich emigrierte. Nach mehreren Internierungen wurde er 1942 nach Auschwitz deportiert, wo er starb. Bekannt wurde er durch drei 1942 entstandene illustrierte Heftchen, in denen er sich auf satirische Weise mit dem Lagerleben im Camp de Gurs auseinandersetzte. Am bekanntesten ist das erste Heft – Mickey au camp de Gurs –, in dem er die von Walt Disney geschaffene Figur Micky Maus in Gurs internieren lässt.

## Ein in Deutschland vergessener Karikaturist
Auf der Webseite Lambiek Comiclopedia: Horst Rosenthal heißt es: „Horst Rosenthal bleibt ein mysteriöser Mensch. Es gibt keine Fotos oder persönlichen Dokumente von ihm, außer seinen Asylpapieren. Ein Bericht vom 20. Mai 1940 beschreibt ihn als 1,70 Meter lang, braunhaarig und -äugig, mit normaler Nase (…) und ovalem Gesicht‘. Der Bericht erwähnt auch, dass sein linker Arm gelähmt war.“ Aber ein paar mehr Daten über ihn sind inzwischen doch bekannt, und sie sind vor allem den Forschungen von Pnina Rosenberg zu verdanken, wie Joël Kotek und Didier Pasamonik in ihrer Neuausgabe der Comics von Rosenthal bestätigen:

„Trotz dreijähriger Recherchen in ganz Europa, in den französischen Lagern (Horst durchlief fast sieben Internierungslager) und neuer Internet-Ressourcen sind wir kaum hinausgekommen über die bahnbrechende Forschung von Pnina Rosenberg. Sicher, wir haben zwei Brüder von ihm entdeckt und den Grund, warum er so schnell wie möglich aus seinem geliebten Breslau fliehen musste (er war Mitglied des Reichsbanners, der Selbstverteidigungsmiliz der Weimarer Republik), aber es ist uns trotz der wertvollen Hilfe der besten Archivare in Polen […] und Frankreich […] oder in der Schweiz […] und in Israel nicht gelungen, ihm ein Gesicht zu geben. Dieses Fehlen einer fotografischen Spur verstärkt den Schrecken der Shoah. Es bezeugt den posthumen Sieg der Nazis, das Gesicht der Juden für immer zu vernichten.“

Von Rosenthal selbst gibt es über die drei in Gurs angefertigten Heftchen mit Karikaturen hinaus keine weiteren Arbeiten oder persönlichen Dokumente.

„Die meisten der heute verfügbaren Informationen basieren auf Unterlagen, die von diversen Verwaltungsbeamten sowie vom Künstler selbst erstellt wurden, im Zuge der endlosen Behördengänge, die er auf sich nehmen musste, um auf französischem Boden bleiben zu dürfen, und im Zuge seiner späteren Internierung. Die Dokumente befinden sich im Nationalarchiv in Fontainebleau sowie in den Unterlagen der Unterpräfektur Oloron im Archiv des Departemnets Pyrenées-Atlantiques in Pau.“

In Deutschland ist Horst Rosenthal – in Gegensatz zur französisch- oder englischsprachigen Welt – nahezu unbekannt, was vordergründig damit zusammenhängen mag, dass er seine drei kleinen Werke in französischer Sprache verfasst hat. Dagegen stellt Pnina Rosenberg fest, dass diese „Comic-Heftchen […] heute ein fester Bestandteil der bekannten ikonographischen Zeugnisse über die französischen Internierungslager und die darin gefangen gehaltenen ‚unerwünschten Ausländer‘ [sind]. Micky Maus, die schon damals sehr bekannte Figur aus amerikanischen Zeichentrickfilmen, erscheint hier in einer Persiflage auf die Unbill, die viele Flüchtlinge aus dem Deutschen Reich während des Krieges erleiden mussten.“ Das in Deutschland erstmals ausführlicher zur Kenntnis gebracht hat 2017 Jörn Wendland im Rahmen seines Buches Das Lager von Bild zu Bild und darüber hinaus in einem 2018 von ihm mitgestalteten Workshop an der FU Berlin. Ein weniger wissenschaftlicher Zugang zu Rosenthal ist Christian Berkel zu verdanken, dessen Mutter zur gleichen Zeit wie Rosenthal in Gurs interniert war; er hat ihm in seinem autofiktionalen Roman Der Apfelbaum ein kleines literarisches Denkmal gesetzt.

## Das kurze Leben des Horst Rosenthal

### Von Breslau nach Paris
Die Eltern von Horst und seinem Zwillingsbruder Alfred sowie einem 1920 geborenen weiteren Bruder waren die Kaufleute Ernst Nathan und Frieda (geborene Zöllner). Laut dem Gedenkbuch für die Opfer der Verfolgung der Juden unter der nationalsozialistischen Gewaltherrschaft wurde Frieda Rosenthal am 6. April 1890 in Breslau geboren.
Wie sehr die Familie Rosenthal in das jüdische Leben in Breslau eingebunden war, ist nicht bekannt. Aufgrund ihres Zuhauses in einer gutbürgerlichen Wohngegend vermutet Rosenberg, dass es die Familie zu einem „gewissen Wohlstand“ gebracht haben muss. Dass Frieda Rosenthal später noch in der Lage war, ihren in Frankreich lebenden Sohn Horst mit Geld zu unterstützen, stützt diese These von einem „gewissen Wohlstand“ der Familie, die allerdings länger schon ohne den früh verstorbenen Vater auskommen musste.
Rosenberg sprach von einem begonnenen Hochschulstudium des 1933 achtzehnjährigen Rosenthal. Viel mehr ist über seine Breslauer Jahre nicht überliefert. Anfang Juli 1933 verließ er seine Heimatstadt und zog nach Paris. Dort gab er als Gründe für seine Einreise nach Frankreich an, er sei Mitglied der SPD gewesen. Kotek & Pasamonik schrieben zusätzlich, Rosenthal habe aus Breslau fliehen müssen, weil er aktives Reichsbanner-Mitglied gewesen sei. Eindeutig falsch ist dagegen die Aussage auf der Webseite memoriart33-45, wo es heißt: „Mit den Eltern flieht Horst Rosenthal 1933 nach Paris. Sie wohnen an der Rue de Clignancourt später an der Rue Richomme.“ Diese Wohnadressen sind für Horst Rosenthal korrekt, doch leider nicht die Aussagen über seine Familie. „Frieda Rosenthal wird am 13. Januar 1942 im Alter von zweiundfünfzig Jahren in das Rigaer Ghetto gebracht und dort ermordet.“ Von Kotek & Pasamonik stammt der ergänzende Hinweis, sie sei am 19. Januar 1942 erschossen worden. Im Gedenkbuch für die Opfer der Verfolgung der Juden unter der nationalsozialistischen Gewaltherrschaft ist dagegen der 19. Januar 1942 als Deportationsdatum vermerkt; Frieda Rosenthal habe ihre letzte Reise von Berlin-Wilmersdorf aus angetreten. Über das Schicksal von Horst Rosenthals Brüdern ist nichts bekannt, Kotek & Pasamonik vermuten, sie seien auch nach Lettland deportiert worden.

### Die Zeit bis zum Ausbruch des Zweiten Weltkriegs
Über Rosenthals Motive, Paris als Fluchtort zu wählen, ist ebenso wenig bekannt wie über seine Kenntnisse über die politische Situation in Frankreich. Dieses Land empfing „im Sommer 1933 die aus Deutschland kommenden Flüchtlinge nicht mit offenen Armen, und auch nicht mit großem Vertrauen, unterwirft sie vielmehr peinlicher Kontrolle und verlangt von ihnen, sich rigiden Amtsprozeduren zu beugen.“
Rosenthal musste das alles bald am eigenen Leib erfahren. Er erhielt erst einmal ein Visum für zwei Monate und fand sich vorerst in einem Pariser Flüchtlingslager wieder. Noch von hier aus stellte er am 17. November 1933 einen Antrag auf eine dauerhafte Aufenthaltserlaubnis – einen Antrag auf Asyl, wie Rosenberg später präzisierte. Er fand bald darauf eine Wohnung und erhielt Unterstützung vom Comité national de secours aux réfugiés allemands victimes de l’antisémitisme.
Der Antrag auf politisches Asyl wurde im Frühjahr 1934 abgelehnt. Die Pariser Polizeipräfektur teilte am 31. März 1934 dem Innenministerium mit, Rosenthals Mutter sei in Breslau keinerlei Schikanen ausgesetzt und er könne jederzeit dorthin zurückkehren. Folglich sei dieser „Ausländer schnellstmöglichst aufzufordern, das Land zu verlassen“. Auch Auskünfte beim französischen Konsul in Dresden wurden eingeholt, und dieser ließ ausrichten, bei Rosenthal handele es sich um einen „Israelit, den als politischen Flüchtling zu bezeichnen“ er „keinerlei Anlass“ sehe. Am 9. August 1934 wurde Rosenthals Ausweisung verfügt.
Dass all dies keine direkten Auswirkungen auf Rosenthal hatte, ist darauf zurückzuführen, dass er sich seit dem 1. März 1934 nicht mehr im Zuständigkeitsbereich des Pariser Polizeipräfekten befand. Er besuchte in Romans-sur-Isère im Département Drôme eine Gewerbeschule, wo er sich zum Schuster ausbilden lassen wollte, um nach Palästina auszuwandern. Natürlich fanden ihn die Behörden auch dort, doch der dortige Präfekt teilte seiner vorgesetzten Behörde mit, dass es über Rosenthal keinerlei Beschwerden gebe und man ihm deshalb die Möglichkeit geben solle, seine Ausbildung zu beenden. Rosenthal erhielt auch von anderer Seite aus Unterstützung und konnte so erreichen, dass ihm eine auf die Dauer seines Studiums begrenzte Aufenthaltserlaubnis erteilt wurde. Nicht klar ist, ob er seine Ausbildung in Romans-sur-Isère fortsetzte oder in Paris, denn er hatte die Absicht geäußert, an der dortigen Gewerbeschule Arts et métiers studieren zu wollen.
In einem neuen Verfahren stellte Rosenthal im Dezember 1936 den Antrag auf Erteilung einer Aufenthaltsgenehmigung und damit verbunden die Anerkennung als politischer Flüchtling. Er lebte vermutlich wieder in Paris, doch gibt es keine konkreten Hinweise auf irgendwelche Tätigkeiten, die er dort ausgeübt haben könnte. In einem Formular im Zusammenhang mit dieser beantragten Aufenthaltsgenehmigung hatte er angegeben „Beruf und Beschäftigung: Zeichner“, doch ergaben Rosenbergs Recherchen keine Belege dafür, dass er als Zeichner tätig war, und ob er, wie es auf der Webseite der Lambiek Comiclopedia heißt, „die meiste Zeit des Jahrzehnts (…) ein ruhiges Leben in der Rue de Clignancourt in Paris“ führte, scheint angesichts der innenpolitischen Lage in Frankreich und der schwierigen sozialen Lage der meisten in Paris lebenden Flüchtlinge ziemlich zweifelhaft. Rosenberg berichtet auch nichts darüber, ob Rosenthal überhaupt eine Arbeitserlaubnis besessen hat.
Rosenthals weiterer rechtlicher Status ist etwas verwirrend. Wendland spricht von einer Anerkennung als politischer Flüchtling im Jahr 1937, während Rosenberg zum Ausgang des seit Dezember 1936 laufenden Verfahrens nichts sagt. Auf der Webseite der Lambiek Comiclopedia heißt es: „Sein Antrag auf politisches Asyl wurde im März 1934 abgelehnt, aber schließlich im Dezember 1936 erteilt. Seine Bewilligung lief von Juli 1938 bis Juni 1940.“ In einer Rezension zu der Buchausgabe von Kotek & Pasamonik schreibt Bernard Marx: „Asylantrag im November 1933, Ablehnung im März 1934, Flüchtlingsstatus für die Dauer des Studiums im August 1934, Antrag auf Anerkennung als politischer Flüchtling im Dezember 1936, bis Juni 1940 gültiger Personalausweis, erhalten im Juli 1938.“ Auch Rosenberg spricht davon, dass Rosenthal im Juli 1938 „das so wichtige Ausweisdokument beantragt“ habe und benennt in einer Anmerkung auch die Laufzeit des in Paris ausgestellten Dokuments: 28. Juli 1938 bis 15. 1940. Über die Art des Dokuments schreibt sie: „Es wird sich dabei aller Wahrscheinlichkeit nach um einen Ausländerausweis gehandelt haben, den Ausländer ab dem Alter von fünfzehn Jahren normalerweise innerhalb von acht Tagen nach ihrer Ankunft in einem Département beantragen müssen, sofern sie sich länger als zwei Monate in Frankreich aufhalten möchten – auch ohne den Eintritt in ein Beschäftigungsverhältnis. Dieses Dokument wird nach Bezahlung einer Gebühr – gelegentlich auch gebührenfrei – und nach Einholung von Informationen ausgestellt. Es ist in der Regel drei Jahre gültig und dient auch als Aufenthaltsgenehmigung.“

### Rosenthals Weg nach Gurs
Rechtlich war Rosenthals Status in Frankreich seit Juli 1938 also offenbar erst einmal gesichert. Doch gut ein Jahr später, mit dem Ausbruch des Zweiten Weltkriegs, sah alles plötzlich ganz anders aus. „Mit der Kriegserklärung werden jüdische und nicht-jüdische Personen aus Deutschland und Österreich, also vorwiegend diejenigen, die vor dem Nazi-Regime geflüchtet sind, von der französischen Regierung als ‚Unerwünschte‘ bezeichnet und in ‚Sammellager‘ gebracht, die hastig an verschiedenen Orten eingerichtet werden.“ Das betraf auch Rosenthal, und er wurde am 9. September 1939 in das Stade Olympique Yves-du-Manoir in Colombes nahe Paris gebracht. Von hier aus wurde er am 19. September 1939 ins Lager Marolles im Loir-et-Cher verlegt. Rosenthal hatte Glück, er wurde dort als kaum verdächtig eingestuft und am 29. November 1939 entlassen. Er kehrte nach Paris zurück.
Am 10. Mai 1940 begann der Westfeldzug der deutschen Wehrmacht. Am 13. Mai verkündeten in Paris Aushänge:

„Deutsche Staatsbürger, Saarländer, Danziger und Ausländer mit unklarer Nationalität, jedoch deutscher Herkunft, wohnhaft im Département Seine, müssen folgende Anweisungen befolgen […]: die Männer am 14. Mai 1940 [ins] Buffalo-Stadion; die Frauen am 15. Mai 1940 [in das] Vélodrome d’Hiver.“

Horst Rosenthal folgte dieser Aufforderung und begab sich am 14. Mai ins Buffalo-Stadion. Ende Mai 1940 wurde er nach Dreux verlegt. Es folgten die Lager Alençon und Tence. Diese Odyssee endete vorerst am 28. Oktober 1940 in Gurs.

### Interniert in Gurs
Was Rosenthal in Gurs erwartete, fasst Pnina Rosenberg knapp zusammen:

„Bei Horst Rosenthals Ankunft in Gurs ist das Lager völlig überfüllt, viele der Gefangenen sprechen nur Deutsch, viele sind zum ersten Mal in ihrem Leben in ein Lager gesperrt. Ganze Familien finden sich plötzlich hinter Stacheldrahtverhauen wieder, ohne die nötige Ausrüstung, angstvoll, schutzlos und zu untätigem Warten gezwungen.“

In diesem Umfeld verbrachte Rosenthal fast zwei Jahre, und 1942 karikierte er den Alltag des Lagers mit Zeichnungen und kurzen Texten. Über diese Karikaturen hinaus gibt es nur wenige Anhaltspunkte über sein Leben im Lager.
Am 1. August 1941 wurde er, vermutlich freiwillig, Mitglied der 182. Fremdarbeitergruppe (Groupement de travailleurs étrangers – GTE), die sich um den Unterhalt des Lagers kümmern musste. Dem vorausgegangen war eine positive Beurteilung seines Verhaltens im Lager durch einen Inspektor, und das verschaffte Rosenthal einige Vorteile. Die GTE-Mitglieder hatten sich um den Unterhalt des Lagers zu kümmern, doch war das für sie mit einigen Privilegien verbunden: Sie konnten sich zwischen den einzelnen Lagerblöcken (îlots) frei bewegen, erhielten zusätzliche Nahrungsmittel, wohnten in einem separaten Block und bekamen 10 Tage Lagerurlaub. So auch Horst Rosenthal. Er durfte im Januar 1942 das Lager für zehn Tage verlassen und kehrte am 17. Januar wieder zurück. Wo Rosenthal seinen Lagerurlaub verbrachte, weiß auch Rosenberg nicht zu berichten, und schwer nachvollziehbar bleibt, weshalb Rosenthal den Urlaub nicht nutzte, um unterzutauchen.
Zuvor hatte Rosenthal am 15. November 1941 einen Antrag auf Entlassung aus dem Lager gestellt, der aber im Januar 1942, nach seiner Rückkehr aus dem Urlaub, abgelehnt wurde. Trotzdem folgten immer weiter derartige Anträge, und er stellte auch noch einen Antrag auf ein neues Ausweisdokument, da das früher erhaltene (siehe oben) inzwischen abgelaufen war. Erfolge erzielte er damit nicht, und anders als Mickey am Ende des Heftchens Mickey au camp de Gurs, der sich als gezeichnete Figur das Recht herausnimmt, sich selber auszuradieren und in das Land der Freiheit zu entschwinden, musste Rosenthal im Lager ausharren und wurde abermals verlegt, für Rosenberg Sinnbild für „die tragische Diskrepanz zwischen dem kleinen Comic-Helden und seinem Schöpfer“.

#### Die Rettung der Rosenthal-Comics
Während Rosenthals Internierung in Gurs arbeitete dort als Freiwillige die Schweizer Krankenschwester Elsbeth Kasser. Sie „erkannte die Wichtigkeit künstlerischen Schaffens als Überlebensstrategie und geistigen Widerstand in der existentiell bedrohenden Situation“ und unterstützte Lagerinsassen dabei, ihre Situation künstlerisch zu verarbeiten. „Aus Dankbarkeit bekam sie viele Zeichnungen und Aquarelle geschenkt, einige kaufte sie mit ihrem wenigen Geld den Künstlern ab. Um sie in Sicherheit zu bringen, wurden sie in die Schweiz geschmuggelt und werden heute von der Elsbeth Kasser-Stiftung betreut, im Archiv für Zeitgeschichte der ETH Zürich aufbewahrt.“ So kam auch Rosenthals Petite guide à travers le camp de Gurs. (Eine kleine Führung durch das Lager Gurs) in Kasserts Besitz und konnte von ihr gerettet werden.
Dass Horst Rosenthals zwei andere Comics noch erhalten sind, ist nach Pnina Rosenberg den ebenfalls in Gurs internierten Brüdern Leo Ansbacher und Max Ansbacher (1906–1999) zu verdanken.

### Deportiert nach Auschwitz
Rosenthals Aufenthalt in Gurs endete Ende Juli 1942. Zusammen mit der Fremdarbeitergruppe 416, in die er versetzt wurde, wurde er ins Internierungslager Barcarès verlegt. Doch nach drei Wochen ging die Odyssee weiter: Im Zuge einer Verhaftungswelle, die das Vichy-Regime für den NS-Staat durchführte, gelangte er in das Lager Rivesaltes. Über die Hintergründe schreibt Rosenberg: „Diese Überstellung ist Teil der Verhaftungswelle, die das Vichyregime im August 1942 für Nazideutschland durchführt. Sie findet ihren Höhepunkt in der großen Festnahmeaktion vom 26. August. Bis zu diesem Tag werden ungefähr 10000 Juden ausländischer Herkunft in der unbesetzten Zone verhaftet und in das Durchgangslager Drancy verbracht. Horst Rosenthal ist einer von ihnen.“
Nach Pnina Rosenberg stand Horst Rosenthals Name auf der Liste des Deportationszugs Nr. 31, der am 11. September 1942 Drancy mit dem Ziel Auschwitz verließ. Vermutlich wurde er dort kurz nach der Ankunft ermordet. Einen Monat vorher war er 27 Jahre alt geworden.

## Horst Rosenthals Lagercomics
In der Literatur gibt es unterschiedliche Auffassungen darüber, als was Rosenthals drei Heftchen zu bezeichnen sind, und auch der klassischen Comic-Definition entsprechen sie eher nicht, da es in ihnen nicht um die durchgängige Darstellung einer Geschichte in einer Folge von Bildern und deren Kombination mit Text geht. Sie sind eher Aneinanderreihungen von Einzelszenen, immer als Bild-Text-Kombinationen, die sich aber zu einem Gesamtbild fügen, dessen Rahmen die von Rosenthal erlebte Situation im Camp de Gurs ist. Nichts ist bekannt über die Intentionen, die er mit den drei Heftchen verfolgte, ob sie ihm selber dazu dienten, sein Schicksal künstlerisch zu verarbeiten, oder ob er andere Lagerinsassen mit ihnen unterhalten wollte. In allen Heften sind die Texte in französischer Sprache verfasst, obwohl es im Lager Tausende von Deutschen gab. Nur einmal, im letzten Blatt des Petit guide à travers le camp de Gurs, fallen deutsche Worte, die zugleich die letzten Worte dieses Heftes sind, und sie fallen im Zusammenhang mit der Theatergruppe des Lagers, in dem angeblich unter der Leitung von dessen Direktor Nathan seit anderthalb Jahren immer das gleiche Programm präsentiert wurde – jedoch stets unter einem neuen Titel. Das Stück habe den Franzosen im Lager gezeigt, was der wahre Pariser Esprit sei, und dann folgt auf den letzten französischen Satz der deutsche Schlusssatz: „Wie man auf Deutsch sagt: Schall und … Rauch!“
Auch bei Rosenthal macht das Zusammenspiel von Zeichnungen und Text den Reiz der Hefte aus. Die unten genannten Quellen (siehe: Werke) machen das erfahrbar. Gleichwohl lohnt es sich, seine Texte, zu denen es nur verstreute deutsche (Teil-)Übersetzungen gibt, genauer anzuschauen. Sie sind voller Sprachwitz und karikieren ebenso eindrucksvoll wie die Zeichnungen den Lageralltag. Rosenberg spricht vom Sarkasmus als einer subtilen Form von Widerstand, der sie kennzeichne.

### Mickey au camp de Gurs
Obwohl alle drei Hefte aus dem Jahr 1942 stammen, herrscht in der Literatur Einigkeit darüber, dass das Heft mit der Hauptfigur Micky Maus das erste war, das Horst Rosenthal gezeichnet hat. Die Darstellung und Auseinandersetzung mit Rosenthals Werk beschränkt sich überwiegend auf dieses Heft, während die beiden anderen, in denen Micky Maus nicht mehr vorkommt, rezeptionsgeschichtlich eher ein Schattendasein führen. Das ist wahrscheinlich dieser Hauptfigur zu verdanken, die „in Frankreich […] bereits 1934 heraus[kam] und […] mit 450.000 Exemplaren pro Woche äußerst populär [war] und […] als »Stimme Amerikas« erheblich zur Verbreitung amerikanischer Kultur und Lebensart bei[trug]“. Für den Zeichner Rosenthal dürfte es deshalb naheliegend gewesen sein, auf diese Figur zurückzugreifen, die er am Schluss dann auch die Ideale der Französischen Revolution, Freiheit, Gleichheit, Brüderlichkeit, preisen lässt – im Jahre 1942 unter deutscher Besatzung und dem kollaborierenden Vichy-Regime allerdings als amerikanische Werte. Handwerklich bestechend ist zudem, wie nahe Rosenthals Mickey-Figur dem disneyschen Original ist.
- Blatt 1 (Titelblatt)
Das Titelblatt zeigt die Stirnseite einer Lagerbaracke vor dem Hintergrund eines Zaunes. In einem runden Ausschnitt in der Barackenzeichnung erscheint im Durchblick auf die erste Heftseite das Profil von Mickey. Rosenthals sarkastischer Humor offenbart sich bereits auf diesem Titelblatt in dessen Inschrift Veröffentlicht ohne Genehmigung von Walt Disney (Publié sans Autorisation de Walt Disney). „Angesichts der fast vollständigen Beseitigung jeglicher Rechte für die Insassen in Gurs erscheint diese Entschuldigung, nicht die Urheberrechte zu berücksichtigen, geradezu grotesk.“[39]
- Blatt 2
Die Zeichnung zeigt einen fröhlich vor sich hin schreitenden Mickey, der sich seines guten Lebens irgendwo in Frankreich freut („Ah, c'est la bonne vie!“). Für ihn ist es jedoch nicht 1942, sondern „ein Tag im Jahr II der nationalen Revolution“ („C'etait un jour de l'an II de la révolution nationale“). Dies ist eine Anspielung auf den Französischen Revolutionskalender, der in der Abschaffung der Monarchie und dem Beginn der Republik seinen Ausgangspunkt hatte. Nun aber lebt Mickey im Jahr II der nationalen Revolution, durch die das Ende der Republik besiegelt wurde und damit auch die Gültigkeit der Menschenrechte.
- Blatt 3 & 4
Der schöne Tag endet jäh durch das Auftauchen eines Gendarms, der Mickey nach seinen Papieren fragt. Erst kommt es zu sprachlichen Verwicklungen, und dann, als sich herausstellt, dass Mickey keine Papiere hat und zudem Ausländer ist, zu den bösen Folgen dieser Begegnung: Verhaftung und Überstellung nach Gurs.
- Blatt 5
Das Blatt ist eine Montage mit einer Postkarte, die als Aufnahme von oben die endlosen Barackenreihen von Gurs zeigt: „Soweit das Auge reicht, […] Hunderte von kleinen Hundehütten […], zwischen denen eine wimmelnde Menge mit mysteriösen Aufgaben beschäftigt war“ („A perte de vue, des centaines des petites niches de chien étaient alignées, entre lesquelles une population grouillante était occupée à des mystèrieuses besognes.“)
- Blatt 6 & 7
Mickey muss im Lager die Aufnahmeprozedur über sich ergehen lassen. Diese Szene „zeigt die ganze bürokratische Willkür und Absurdität einer Situation, entstanden aufgrund von Anweisungen, Vorschriften und Gesetzen, durch die Tausende ‚unerwünschter‘ Personen zu Ausgestoßenen gemacht werden“.[36] Sie beginnt (auch zeichnerisch) mit einem aus einem Papierberg auftauchenden Beamten, der, auf den kleinen Mickey herabblickend, eine Befragung beginnt.

| Mickey (Übersetzung) | Originaltext |
| --- | --- |
| Nach ein paar Minuten des Wartens tauchte ein Kopf aus dem Haufen auf. - Wie ist dein Name? – fragte der Kopf. - Mickey. - - Der Name deines Vaters? - - Walt Disney. - - Der Name deiner Mutter? - - Meine Mutter? Ich habe keine Mutter! - - Wie? Du hast keine Mutter? Du verarschst mich …!!!!! - - Nein, wirklich, ich habe keine Mutter!- - Im Ernst! Ich kenne Kerle, die keine Väter hatten, aber keine Mütter … Lass uns endlich weitermachen. – Bist du Jude? - - Bitte? - - Ich frage dich, ob du Jude bist !! - Zu meiner Schande war ich in dieser Sache völlig ahnungslos. - Hast du irgendwelche illegalen Gewinne gemacht? Hast du Schwarzmarktgeschäfte gemacht? Hast du ein Komplott gegen die Sicherheit des Staates geschmiedet? Hast du subversiven Äußerungen gemacht? - !!!???!!!??????????????????!! ---! - - Welche Nationalität? - - Uh… Ich wurde in Amerika geboren, aber ich bin international!- - International! INTERNATIONAL!!!!!! Also, du bist Kommu… Und mit einer schrecklichen Grimasse verschwand der Kopf in seinem Papierstapel. | Après quelques minutes d'attente, une tète émergeait du tas. - Votre nom? – demandait la tète. - Mickey.- - Le nom de votre père? - - Walt Disney. - - Le nom de votre mère? - - Ma mère? Je n'ai pas de mère! - - Comment? Vous n'avez pas de mère? Vous vous F[ous]... de ma gueule!! - - Non, vraiment, je n'ai pas de mère!!- - Sans blague! J'ai connu des types qui n'avaient pas de pères, mais pas de mères ... Enfin, passons. – Vous êtes juif? - - Plait-il? - - Je vous demande si vous êtes juif !! - Honteusement, j'avouais ma complète ignorance à ce sujet. - Vous avez fait de la hausse illicite? Avez- vous fait du Marché noir? Est-ce que vous avez comploté contre la sûreté de l'Etat? Avez- vous tenu des propos subversifs? - !!!???!!!??????????????????!! ---! - - Quelle nationalité? - - Heuh .... Je suis né en Amérique, mais je suis international !!- - International ! INTERNATIONAL !! Alors, vous êtes commu ............. Et avec une grimasse horrible, la tête rentrait dans son tas de papiers. |

- Blatt 8
Mickey wird in einen Lagerblock gebracht und lernt dann eine heruntergekommene Hütte als sein künftiges Zuhause kennen. Die Zeichnung zeigt ihn ratlos vor einer heruntergekommenen Baracke stehen, deren Tür nur noch schief in der Angel hängt. Erste Kontakte zu seinen Mitbewohnern entstehen, und zweideutige Angebote werden ihm gemacht, über die er es vorzieht zu schweigen, denn – in ironischer Anspielung auf die originale Micky Maus – „dies ist ein Buch für Kinder“ („...... mais comme c'est un livre pour enfants, je préfère me taire !!!“).
- Blatt 9
In die erste Unterhaltung mit seinen Mitbewohnern hinein platzt die Verteilung der Brotrationen. Das Ritual der Verteilung blieb ihm unbegreiflich, nicht aber dessen Ergebnis: „Als ich schließlich meine Ration erhielt, war es schwierig, sie mit bloßem Auge zu sehen“ („et quand, enfin, je recevais ma ration, il était difficile de la distinguerà l'oeil nu“). Die Zeichnung zeigt Mickey, der mit einer übergroßen Lupe vor dem Gesicht ein winziges Brotklümpchen betrachtet, das vor ihm auf dem Tisch liegt.
- Blatt 10
Mickey wird von einem ekelerregenden Geruch angelockt und trifft auf einen Mann, der im Freien auf einem kleinen Öfchen eine Suppe zubereitet. Als der Mann auf Mickeys Nachfrage die Zutaten für die Suppe nennt, nimmt Mickey Reißaus.
- Blatt 11
Mickey trifft auf einen Gefährten, der ihn zu einem Besuch „bei den Hühnern“ („on va voir les poules?“) einlädt. Mickey kapiert nicht, dass damit der Besuch im Frauenblock gemeint ist, doch der Ausflug endet sowieso bald an einem Wachtposten, wo Mickey nach seiner Zugangsberechtigung gefragt wird. (Mickey vor dem Wachtposten am Zaundurchlass ist die zeichnerische Darstellung.) Nun in dem Glauben, für die Besichtigung der Hühner eine Berechtigung zu benötigen, beschließt er für sich das Ende dieses Ausflugs.
- Blatt 12
Mickey trifft auf einen Mann, der sich auf einem handtellergroßen Stückchen Erde als Gärtner versucht. Ironisch fragt Mickey ihn, ob er auch ins Land zurückgekehrt sei, doch der Mann versteht die Anspielung nicht und antwortet mit großen Augen, er habe das Land doch niemals verlassen.
- Blatt 13
Das Bild zeigt einen vorüberschreitenden Mann im Anzug und mit Hut, der etwas zu suchen scheint. Mickey steht beiseite und fragt einen Gefährten, was es mit diesem auf sich habe. Der Mann sei ein als Gast verkleideter Polizeiinspektor, der den Schwarzmarkt im Lager bekämpfen solle. Aber neulich habe es jemand geschafft, ihm eine überteuerte Packung Tabak zu verkaufen, die er nicht mehr finden könne. Nach ihr suche er ständig.
- Blatt 14
Das Bild zeigt einen an einem Tisch sitzenden Mann, dem vom Lesen der vielen Briefe vor ihm der Kopf schwirrt. Das ist Mickeys Begegnung mit dem „Monsieur Censure“, dem Zensor. Jener ist der Mann, „der die meisten Briefe erhält“, auch solche, „die nicht für ihn sind“ und die er trotzdem liest („C'est un Monsieur Censure. Il lui arrive aussi de recevoir des lettres qui ne sont pas pour lui. Il les lit qunad même.“). Mickey ist entrüstet.
 Der Text leitet dann über zur Begegnung Mickeys mit dem stets rauchenden wichtigsten und mächtgisten Mann im Lager, dem Vulkan-Mann („On l'appelle également l'homme volcan.“)
- Blatt 15
Dieser Vulkan-Mann, ein dicker Mann ohne Gesicht, aber mit einer Zigarette im Mund, trägt Anzug und stolziert vor einer Baracke herum, über deren Tür das Schild „Verwaltung“ („Gestion“) angebracht ist – ein Hinweis darauf, dass es sich bei dem Vulkan-Mann um den Lagerleiter handelt. Mickey erzählt von dem Gerücht, dass es der Wunsch dieses Mannes sei, statt seines Bauches eine Truhe zu besitzen, eine tragbare Festung gar, in der dieser seine Zigaretten aufbewahren könne. „Aber das sind abscheuliche Lügen, die von subversiven Geistern verbreitet werden und jeder würdige Franzose, der diesen Namen verdient, tritt sie mit den Füssen …“ („Mais ce sont là des meusonger abomirables, qui sont propagéer par des esprits subversifs et chaque Français digue de ce nom les repousse du pied …“)
- Blatt 16
Mickey hat genug von Gurs.

| Mickey (Übersetzung) | Originaltext |
| --- | --- |
| Also wirklich, die Luft in den Pyrenäen passte mir überhaupt nicht mehr. Da ich nur ein Karikatur bin, habe ich mich einfach mit einem Radiergummi ausradiert..... Und..... hop......... !! Die Gendarmen können gerne kommen, mich abzuholen, im Land der F[reiheit], der G[leichheit] und der B[rüderlichkeit]. (Ich spreche von Amerika!) | Mais, décidément, l'air des Pyrénées ne me convenait plus du tout. Alors, comme je ne suis qu'un dessin animé, je m' effaçais d'un coup de gomme .. Et ... hop ... !! Les gendarmes peuvent toujours venir pour me chercher, au pays de la L...é, de l'E....é et de la F.....é (Je parle de l'Amerique!) |

Für Pnina Rosenberg wird in diesem letzten Blatt von Rosenthals Mickey au camp de Gurs dessen ganze Tragik erfahrbar, die sich so scheinbar witzig in dem Schritt der Befreiung qua Radiergummi manifestiert:

„Dieser letzte Schritt verdeutlicht auf schmerzvolle Weise die tragische Diskrepanz zwischen dem fiktiven Comic-Helden und seinem Schöpfer. Horst Rosenthal hat mit Hilfe von zeichnerischer Schöpfung gegen die Wirklichkeit der Stacheldrahtzäune angekämpft und damit den Fluchtgedanken und dem Freiheitsdrang aller in den Lagern gefangenen Ausdruck geben. Hinter der Zeichnung von Micky Maus, der dank seines Erfindergeistes alle Hindernisse meistert, erscheint die ganze grausame Wahrheit der Verfolgung: nur einer fiktiven Figur kann es gelingen, ihr mit Hilfe eines Radiergummis zu entkommen.“

### Petit guide à travers le camp de Gurs
Wie oben schon erwähnt, ist nur anerkannt, dass das Mickey-Heft der erste von Rosenthals Gurs-Comics ist. Über die Reihenfolge der beiden anderen gibt es keine gesicherten Erkenntnisse. Was den Kleinen Führer durch das Camp Gurs von den beiden anderen unterscheidet, ist zunächst nur formaler Art: Er stammt aus dem Besitz von Elsbeth Kassert und nicht aus dem Nachlass der Brüder Ansbach. Inhaltlich haben die beiden Mickey-Nachfolgehefte eines gemeinsam: sie müssen ohne die titelgebende Figur des ersten Heftes auskommen. Im Kleinen Führer gibt es nur vereinzelt eine Figur, die eine Verbindung über die einzelnen Blätter hinweg herstellt; sie erinnerte an die Figur des Tim aus Hergés Comicserie Tim und Struppi und taucht durchgängig erst im La Journée d'un hébergé auf. Dessen ungeachtet, ist der Kleine Führer eine ironisch-sarkastische Beschreibung des Lagers Gurs im Stile eines Reiseprospekts das einschließlich Titelblatt und Rückseite aus 13 Blättern besteht.
- Blatt 1 (Titelblatt)
Zu sehen ist erneut eine Lagerbaracke, doch diesmal mit einer als fröhlich-lachendem Gesicht gezeichneten Stirnseite. Im Vordergrund links ist ein kleines Stück Zaun zu sehen, von dem aber nichts Bedrohliches auszugehen scheint, und im Hintergrund grüßt ein grüner Wald vor der Kulisse der Pyrenäen. Rechts steht die an Tim erinnernde Figur (roter Pullover, graue Hose und eine Baskenmütze auf dem Kopf), die mit ausgebreiteten Armen im Stile eines Reiseführers die Schönheit dieses touristischen Kleinods zu preisen scheint.
- Blatt 2
Die Zeichnung zeigt ein Paar in Reisekleidung und mit Koffern, das, unter einer Bahnhofsuhr stehend, ein Plakat betrachtet. Auf dem ist unter der Überschrift „Besuchen Sie Gurs“ ein völlig anders Lagerbild gezeichnet, als auf dem Titelblatt. Zwei Baracken sind zu sehen, die tief im Wasser stehen, durch das jemand watet, dem das Wasser bis zu den Knien reicht. Dazu dann die Plakatinschrift: „Wenn Sie abnehmen wollen / Gehen Sie nach Gurs! / Renommierte Küche! // Für alle Informationen / wenden Sie sich bitte an / Ihre Polizeistation!“ („Si vous voule maigrir / Allez à Gurs! / Sa cuisine Renommée ! // Pour tous les renseignements, / adressez-vous à votre gendarmerie!“).
Der begleitende Text spielt dann auf die seit einiger Zeit angeblich überall aushängenden Plakate an und definiert den Zweck der Broschüre damit, die Neugierde der Öffentlichkeit über dieses verlockende Urlaubsziel befriedigen zu wollen.
- Blatt 3
Vor dem Bild einer Baracke doziert ein älterer Mann mit einem langen weißen Bart. Die dem Publikum zugewandte Seite seines Pultes trägt die Inschrift „Der Lehrer ist ein Esel“ („Le Prof est un Âne“). Was er zu sagen hat, greift nach einer „wissenschaftlichen“ Einleitung auf Lagerzustände zurück, die auch schon im Mickey-Heft thematisiert worden waren.

| Kleine Führer (Übersetzung) | Originaltext |
| --- | --- |
| Zuerst einige biologische Details über die Einheimischen, genannt "Gäste". Der Gast, auf Lateinisch "homo pyrénensis", lebt in den südlichen Regionen Frankreichs. Er ernährt sich von Rüben, Topinambur, Kürbissen und grauem Tabak (wenn vorhanden!). Er wohnt in merkwürdigen Hausungen, "Camps", in denen Männer und Frauen streng getrennt sind. Dadurch soll ihre Vermehrung verhindert werden, was ungeheuerlich ist. Da die Gäste von keinem öffentlichen Nutzen sind, wird ihre Zucht Menschen, die gewillt sind, ihr Einkommen zu steigern, nicht empfohlen .… | D'abord, quelques précisions d'ordre biologique sur les indigènes, appelés "Hébergés". L'hébergé, en latin "homo pyrénensis", vit dans les régions méridionales de la France. Il se nourrit de navets, de topinambours, de citrouilles et de tabac gris (s'il en trouve!). Il loge dans de curieuses habitations, des "camps", à l'intérieur desquels mâles et femelles sont rigoureusement séparés. Ceci pour empêcher leur reproduction qui est prodigieuse. Comme les hébergés ne sont d'aucune utilité publique, leur élevage n'est guère recommandé aux personnes désireuses d'augmenter leurs revenus...... |

- Blatt 4
Hier wird in Wort und Bild der Chef des Lagers, zwar von hinten, aber doch in der schon vom Mickey-Heft her bekannten Weise vorgestellt: Als Mann im Anzug und mit Hut (als Zeichen seiner Würde) ist er auf dem Weg, das Lager zu verlassen, dessen Ausgang durch einen geschlossenen Schlagbaum und ein daneben stehendes Wachhäuschen, vor dem ein uniformierter Wachmann steht, symbolisiert ist. Vor der Baracke und erst recht im Hintergrund ist viel Grün zu sehen. Der Direktor selber wird als sanfter und nicht grausamer Mann charakterisiert.
- Blatt 5
Vor einer von grünem Rasen umgebenen Krankenbaracke schreitet eine Person in einer „glanzvollen Uniform“ („L'uniforme si brillant ..“) (in einen grünen Poncho gehüllt und eine grüne Baskenmütze tragend) und einem „kriegerischen Auftreten“ („l'allure sie martiale“) voran: ein Mitglied der 182. G.T.E. (siehe oben), der Rosenthal selber angehörte. Augenzwinkernd werden die G.T.E.-Angehörigen als Typen beschrieben, die viel Chaos in weiblichen Herzen verursachen, doch seien auch viele kranke und ungeeignete Menschen unter ihnen, und ihre Schwarzmarktfähigkeiten seien bemerkenswert.
- Blatt 6
Ein Mann, ein Gespenst, eine Ratte. Sie befinden sich neben einer Baracke und unter der Sichel des Mondes. Der Zweck ihres nächtlichen Zusammentreffens: Schwarzmarktgeschäfte.
- Blatt 7
Doch die Wachleute sind auf der Hut. Zu sehen ist das fliehende Gespenst, verfolgt von einem als Gespenst verkleideten Inspektor.
- Blatt 8
Zu sehen ist die Tim ähnelnde Person, die sich schweißtriefend der Latrine nähert. Bildunterschrift: „Oh, diese Rüben!“ („Ah, les navets!“)
- Blatt 9
Das Lager steht unter Wasser, sogar ein Fisch schwimmt herum. Mittendrin ein Radioreporter, ebenfalls im Wasser stehend, der für eine fiktive Radiostation ankündigt: „Hier sind die neuesten Falschmeldungen des Tages !!“ („Voici les dernières Fausses nou velles de la journée !!“)
- Blatt 10
Die Zeichnung ist geprägt von einem großen Zensur-Stempel, und der nur noch im Text vorhandene Reporter, der „sensationelle Enthüllungen“ („des révélations sensationelles“) ankündigt, wird von einer Zensorin gebremst, die andere Meinung sei. „Sie schneidet gnadenlos, und es bleibt Ihnen nur noch, die schönen Farben oben zu bewundern.“ („Elle coupe impitoyablement et il ne vous reste plus qu'admirer les belles couleurs ci-dessus.“)
- Blatt 11
Ein Paar kommt mit einem Kinderwagen vorbei, in dem drei Babys liegen. Über den Baracken und den Bergen im Hintergrund ein roter Abendhimmel, und die tröstliche Botschaft:

| Kleine Führer (Übersetzung) | Originaltext |
| --- | --- |
| Trotz allem verliert die Liebe nicht ihre Rechte. Auf den Appell der Regierung zur Hebung der Geburtenrate, antworteten die Bewohner des Lagers: SOFORT! Sie haben Wort gehalten. | Malgré tout, l'amour ne perd pas ses droits. A l'appel du gouvernement en faveur de la natalité, les hébergés du camp ont répondu : PRÉSENT! Ils ont tenu parole. |

- Blatt 12
Zu sehen ist ein Mann, der von einer Bühne herab zum Publikum spricht. Im Text wird davor gewarnt, zu glauben, dass es hier langweilig sei, denn es gäbe ja schließlich eine Theatergruppe. Dann folgt die oben schon zitierte kurze Textpassage mit der Anspielung auf den wahren Pariser Esprit, die mit den einzigen Worten in deutscher Sprache endet: „Wie man auf Deutsch sagt (Comme on dit en allemand) : Schall und....Rauch!“
- Blatt 13
Fin / Ende, und dazu die Signatur von Horst Rosenthal.

### La Journée d'un hébergé
Wie der Kleine Führer durch das Camp Gurs wendet sich auch das Heft über den Tagesablauf eines Gastes an einen fiktiven externen Interessenten am Lagerleben, dem dieses erklärt werden soll. Der kleine Gast, dessen Alltag dargestellt werden soll, ist zeichnerisch schon im Kleinen Führer in Erscheinung getreten (rotes Oberteil, graue oder braune Hose, Hergés Tim ähnelnd), und auch andere Personen sind in beiden Heften in gleicher Weise präsent.
- Blatt 1 (Titelblatt)
Das Titelblatt ist hier relativ einfach gestaltet. Die Anordnung der Titelworte ist das wesentliche Gestaltungselement; sie überlagern eine Uhr, die eine Zeit kurz vor 14 Uhr anzeigt.
- Blatt 2
Es gibt keine Zeichnung, und der Text beginnt wie ein Märchen („Vor langer, langer Zeit gab es mal einen kleinen Gast.“ / „Il était une fois un petit hébergé.“), als wolle der Erzähler den Eindruck erwecken, das, worüber er berichten möchte, liege bereits hinter ihm. Er stellt sich vor als „kein besonderer Gast, er hatte keinen Rang und keine Funktion. Er war nicht mal der Chef der Baracke“. („Ce n'était pas un super-hébergé, il n'avait aucun grade et aucune fonction. Il n'était même pas chef de baraque.“). Wer mehr erfahren will, der möge umblättern.
- Blatt 3
Die Zeichnung zeigt den in einem bequemen Bett mit ordentlichem Bettzeug liegenden Protagonisten. Vor dem in einer Baracke stehenden Bett schöpft ein Mann aus einem eimerartigen Gefäß eine Flüssigkeit in einen am Bett befestigten Napf.
Die schon durch das Bett vermittelte Ironie wird durch den Text noch auf die Spitze getrieben: „8 Uhr morgens! Zeit für den Hirten! Die Direktion kümmert sich um ihre Kunden und lässt Kaffee ans Bett bringen (aber nicht "mit Milch").“ („8h du matin! L'heure du (é) Berger! La Direction soigne ses clients et fait apporter le café au lit (mais pas "au lait")“)
- Blatt 4
Das Bild zeigt den kleinen Gast mit nacktem Oberkörper bei der Morgentoilette an einem im Freien stehenden Waschtrog. Im Hintergrund: die Berge.
- Blatt 5
Danach folgt der Gang zur Toilette, einem offenen Holzverschlag über Fässern für die Exkremente. Die Darstellung dieser Toilette ist die nahezu spiegelverkehrte Sicht auf die Latrine im Bild 8 im Kleinen Führer. Vier Ausrufezeichen ersetzen den Text.
- Blatt 6
Der kleine Gast steht zusammen mit zwei anderen Gästen hinter einer Baracke auf einer Grasfläche. Einer trägt kurze Hosen, der andere Anzug und Baskenmütze. Es wirkt idyllisch, und auch, was der Text dazu beiträgt, verweist nur auf unterschiedliche Mentalitäten der Gäste, die aber keine tiefgreifenden Konflikte untereinander auszutragen scheinen.

| Tagesablauf (Übersetzung) | Originaltext |
| --- | --- |
| Nichts geht über eine kleine politische Diskussion. Einige bewegen sich immer vorwärts und andere gewinnen jede Schlacht. Auf diese Weise sind alle zufrieden. | Rien ne vaut une petite discussion politique. Les uns avancent toujours et les autres gagnent toutes les batailles. Comme cela, tout le monde est content. |

- Blatt 7
Danach muss der kleine Gast zur Post. Er erwartet ein Paket, ist aber ängstlich, weil er befürchtet, man würde es ihm vielleicht nicht aushändigen.
- Blatt 8
Doch strahlend kehrt er aus der Postbaracke zurück: „Alles ist gutgegangen.“ („tout a bien marché“)
- Blatt 9
Mittag, der kleine Gast sitzt auf seinem Bett und „genießt […] in aller Stille seine Rübensuppe“ („le petit hébergé déguste sa soupe aux navets en silence“). Doch über ihm, in einer Sprechblase, sind seine wahren Gedanken gezeichnet: der Traum von einem Braten und einem Glas Rotwein (laut Text: alter Burgunder).
- Blatt 10
„Nach der Suppe kommt die Pflicht. Auftakt für den Nachmittag........“ („Après la soupe vient la corvée. Prélude pour l'après-midi…“) Die Zeichnung zeigt den kleinenGast und drei weitere Männer wie sie um einen Berg von Kartoffeln sitzen und diese schälen.
- Blatt 11
Im Hintergrund die blauen Berge, davor eine Baracke und der Zaun. Der kleine Gast sitzt an einem Tisch im Hof und schreibt. Der Text beschreibt ihn als einen Optimisten, der gerade sein 517. Freilassungsgesuch schreibt – eine direkt Parallele zu Rosenthal, der selber unzählige dieser Brief verfasst hat. Ob aber das Schreiben dieser Gesuche Optimismus ist oder Beschäftigungstherapie in einer schier aussichtslosen Lage (Rosenthals Freilassungsgesuche waren ja abgelehnt worden), ist offen, denn die Adressaten sind, so der Bildtext, der Direktor, der Präfekt, der Barackenchef, das Rote Kreuz und auch „das Unterstaatssekretariat für die Wiederverwertung von Altmetall“ („au sous-secrétariat d'Etat pour la récupération de la vieille ferraille“).
- Blatt 12
Der kleine Mann steht etwas ratlos vor der Baracke des Zensors. Das Türschild trägt die Aufschrift „Censure“ und zeigt darunter eine große Schere.
Er ist aufgeregt, denn er war aufgefordert worden, mit all seinen Ausweispapieren zu erscheinen. Warum, weiß er nicht, aber er glaubt, eine ruhiges Gewissen haben zu dürfen. „Er schickte keine Briefe an Tante Lechem und Onkel Roof.“ („Il n'a pas adressé de lettres à la tante Lechem et à l'oncle Roof.“) Dieser Satz ist rätselhaft, was Tante Lechem und Onkel Roof betrifft. Lechem steht im Hebräischen für Brot oder generell für Nahrungsmittel. Somit könnte gemeint sein, dass der kleine Gast sagen wollte, dass er niemals schriftlich um Nahrungsmittel gebettelt habe, was dem Zensor möglicherweise missfallen haben könnte. Onkel Roof (Dach) könnte für den (nicht ausgesprochenen) Wunsch nach einer besseren Behausung stehen.
Die Geschichte endet jedoch friedlich; der Zensor interessierte sich nur für die Briefmarke auf einem gerade aus Chile eingetroffenen Brief, die er gerne haben möchte, und „erleichtert stimmt der kleine Gast dem gnädigerweise zu“. („Soulagé, le petit hébergé l'accorde gracieusement.“)
- Blatt 13
Der kleine Gast lauscht den vermutlich aus dem Äther kommenden Nachrichten (symbolisiert durch einen von einem Blatt ablesenden Mann, der in von Ätherwellen gebildete Kreise spricht). Doch diese Nachrichten sind widersprüchlich.

| Tagesablauf (Übersetzung) | Originaltext |
| --- | --- |
| Ah, hier sind die Informationen. Die Russen haben keine Truppen mehr und die Deutschen keine Munition? Perfekt. Die RAF flog über New York und Gandhi verkündete in Yokohama den Aufstand? Sehr gut! Churchill hielt eine Rede anlässlich der Ankunft einer Delegation liberianischer Kontrabassisten in London, in der er unter anderem erklärte: der Krieg wird 1953 zu Ende sein. Es gibt Hoffnung! | Ah, voici les informations. Les Russes n'ont plus de troupes et les Allemands n'ont plus de munitions? Parfait. La R.A.F. a survolé New-York et Gandhi a déclaré la révolte à Yokohama? Très bien! Churchill a prononcé une allocution à l'occasion de l'arrivée à Londres d'une délégation des joueurs de contrebasse de Libéria, du cours de laquelle il a déclaré notamment : la guerre sera finie en 1953. Y a de l'espoir! |

- Blatt 13
Der kleine Gast steht vor einem auf der Erde stehenden Topf, aus dem Dampf steil nach oben aufsteigt, der sich in Kopfhöhe zu einem großen Fragezeichen formt. Es ist 6 Uhr, Abendessenszeit. Doch nachdem das Mittagessen noch eindeutig als Rübensuppe zu erkennen war, stellt sich nun die vergebliche Frage, „was der Koch in das kochende Wasser getan haben könnte“ („On se demande (en vain, d'ailleurs) ce que le chef de cuisine a bien pu mettre dans l'eau bouillante.“)
- Blatt 14
Eine schwarze Fläche, aus der nur der Kopf des kleinen Gastes herausragt, symbolisiert die Nacht und damit die Gelegenheit für Schwarzmarktgeschäfte. Wegen des andauernden Hungers hat er ein Pfund Bohnen erstanden, aber „aufgrund unserer üblichen Diskretion und um niemanden zu gefährden“ („Par suite de notre discrétion habituelle et pour ne pas compromettre personne ...“) bleibt der Name des Verkäufers und der Preis ungenannt.
- Blatt 15
Eng umschlungen schreiten der kleine Gast und seine blonde Begleiterin (die der den Kinderwagen schiebenden Frau von Bild 11 aus dem Kleinen Führer verblüffend ähnelt; allerdings hatte sie dort einen anderen Begleiter) zwischen zwei Zäunen auf einen von einer Mondsichel gekrönten Abendhimmel zu.
Im Text heißt es, dies sei die Zeit der Ausbrüche, aber auch der Liebenden, und der kleine Gast hat es dank eines gefälschten Tickets in den Frauenblock geschafft, wo er mit „der auserwählten seines Herzens […], einem jungen Mädchen (!) […], das 3 Kinder in Brüssel hat und dessen Mann ohne hinterlassener Adresse verschwunden ist“, spazieren gehen kann. („Le petit hébergé se promène jusqu'à minuit avec l'élue de son coeur, une petite jeune Fille (!) de l'îlot L, qui a 3 enfants à Bruxelles et dont le mari à disparu sans laisser d'adresse.“)
- Blatt 16
Wie am Anfang, liegt der kleine Mann wieder in seinem frei im Raum stehenden Bett. Mit einer Art Nachtgebet verabschiedet er sich.

| Tagesablauf (Übersetzung) | Originaltext |
| --- | --- |
| Kleiner Mann, es ist Zeit zum Schlafen! Schlafe, kleiner Gast, schlafe, träume schön ! Träume von deiner bevorstehenden Befreiung, träume, was du morgen gegen deinen Hunger essen wirst. Aber bevor du schlafen gehst, vergiss nicht, dem Innenminister zu danken, der dich hierher geschickt hat, und dem Direktor dieses Hotels für seine fortwährend Sorgfalt. Und danke den guten Wächtern, dass sie dich während deines Schlafes beschützen. So sei es! | Petit homme, c'est l'heure de faire dodo! Dors, petit hébergé, dors, Fais de jolis rêves ! rêves de ta libération prochaine, rêves, que tu mangeras à ta Faim, demain. Mais avant de t'endormir, n'oublies pas de remercier M. Le ministre de l'Intérieur qu'il t'a envoyé ici, et M. Le Directeur de cet hôtel pour ses soins incessants. Et remercie les bons gardiens qu'ils te protègent pendant ton sommeil. Ainsi soit il ! |

- Blatt 17
Fin / Ende, und dazu die Signatur von Horst Rosenthal.

Pnina Rosenberg hält den Kleinen Gast (sie übersetzt das Wort hébergé als Herbergsgast) für Horst Rosenthals gezeichnetes Alter Ego. Er verberge sich „nicht nur hinter dem Seelenleben dieser fiktiven Figur, sondern auch hinter ihrer Gestalt und macht sie so zu seinem Sprachrohr gegen das Vichy-Regime. Indem er die Absurdität der Situation darstellt, legt er administrative Lügen und bürokratische Verfehlungen ebenso offen wie auch die Scheinheiligkeit der offiziellen Begriffe, die zur Bezeichnung der Lager verwendet werden, wie z. B. ‚Aufnahmestelle‘ oder ‚Herbergsstätte‘. Diese Terminologie ruft angesichts des sarkastischen Tons, den Rosenthal anschlägt, ein – wenn auch bitteres – Lächeln hervor, wenn damit eine Szenerie beschrieben wird, in der die Figur bzw. der Internierte als ‚Übernachtungsgast‘ auf Kosten des Innenministeriums lebt.“

## Rezeptionsgeschichte
Pnina Rosenbergs im vorhergehenden Zitat zum Ausdruck kommende Deutung der drei Comics im Kontext von Rosenthals unmittelbaren Lagererfahrungen, unterscheidet sich deutlich von vielen anderen Rezeptionen. Sie vermittelt den Eindruck, dass bei ihr immer die Person Rosenthal im Vordergrund steht, die Person eines jungen Mannes, der mit den ihm eigenen Mitteln versucht, seine Situation ironisch-sarkastisch zu beschreiben und damit auch für sich selber zu verarbeiten. Bezugnehmend auf die Hefte Mickey au camp de Gurs und La Journée d'un hébergé führt sie aus: „Die humorvollen cartoonähnlichen Bilder, zusammen mit den naiven, amüsanten und ‘kindlichen’ Texten, stehen in scharfem Kontrast zur harten Realität des Lagers und verstärken so die Kritik, die sich hinter ihnen verbirgt. In einer ironischen Wendung der Geschichte kann Rosenthals Mickey Mouse als Vorläufer von Art Spiegelmans Maus angesehen werden, aber tragischerweise hat Rosenthal nicht überlebt, um sein künstlerisches Vermächtnis zu erleben.“
Mit dem Verweis auf Spiegelman öffnet Rosenberg allerdings auch die Tür zu einer breiten Metadiskussion über die Bedeutung von Rosenthals Zeichnungen in der Geschichte und Tradition der Comics. Diese Diskussion, die meist auf Mickey au camp de Gurs fokussiert, geht den Fragen nach, welchen Einfluss Walt Disney auf Rosenthal hatte, ob Rosenthals Zeichnungen den formalen Kriterien eines Comics genügen, ob sie politische Karikaturen und wie überhaupt sie begrifflich zu definieren seien. Auch die Maus als Symbolfigur steht zur Diskussion, und es wird vermutet, Rosenthals Rückgriff auf Mickey sei der positive Einsatz eines Nagetiers gegen die Entmenschlichung der Juden in der Nazipropaganda, in der sie als Ratten und Ungeziefer bezeichnet wurden. Morgans abschließendes Urteil: „Letztendlich ist Rosenthal durch den Einsatz fantastischer Techniken in der Lage, einen Blickwinkel zu nutzen, der ihm sonst nicht zur Verfügung stünde, vor allem auf einem so kleinen Raum wie einem dreizehnteiligen Comic. Mickey ist in der Lage, sowohl die Zustände des jüdischen Häftlings als auch des amerikanischen Außenseiters zu verkörpern, gleichzeitig ist er ein intrinsisch metatextuelles Wesen und kann so mit dem Text und der Situation in einer für einen realistischen Protagonisten unerreichbaren Weise interagieren. Dies ermöglicht Rosenthal breite Wege der Kritik und düster-komischer Parodie, die Micky à Gurs ein einzigartiges Gefühl und eine einzigartige Bedeutung verleihen, auch gegenüber seinem anderen Werk, geschweige denn dem Werk anderer zeitgenössischer Chronisten des Lebens im Konzentrationslager.“
Abgesehen davon, dass das Camp de Gurs bei allen Schrecknissen, die dort geherrscht haben, nicht mit einem Konzentrationslager gleichgesetzt werden kann, bleibt fraglich, wie weit solche Interpretationen eine tragfähige Grundlage haben. Ihr Verdienst bleibt es allerdings, Horst Rosenthal und seine Zeichnungen wenigstens im akademischen Umfeld vor dem Vergessen bewahrt zu haben – im englisch- und französischsprachigen Raum mehr, im deutschsprachigen Raum eher weniger.

## Werke
- Joël Kotek & Didier Pasamonik: Mickey à Gurs. Les carnets de dessins de Horst Rosenthal. Calmann-Lévy, Paris, 2014, ISBN 978-2-7021-4385-8. Bei dem Buch handelt es sich um eine kommentierte Neuausgabe der drei Werke von Horst Rosenthal:
  - Mickey au camp de Gurs – Publiée sans l’authorisation de Walt Disney 1942. (Micky im Lager Gurs – Veröffentlicht ohne Genehmigung von Walt Disney 1942) Dieses Heft ist komplett einsehbar auf der Webseite LA BANDE DESSINEE AU CAMP DE GURS EN 1942.
  - La Journée d'un hébergé: Camp de Gurs 1942. (Der Tagesablauf eines Gastes: Camp de Gurs 1942) Dieses Heft ist komplett einsehbar auf der Webseite LE DEUXIEME CARNET D HORST ROSENTHAL : "Le journal d'un hébergé".
  - Petit guide à travers le camp de Gurs. (Kleiner Führer durch das Lager Gurs)
Die 11 Seiten dieses Heftes liegen als digitalisierte Ausgabe auf einem Server der ETH Zürich: Horst Rosenthal: „Petit Guide à travers le Camp de Gurs“, 1942.